# Cantone di Lucé
Il Cantone di Lucé è una divisione amministrativa dell'arrondissement di Chartres.
A seguito della riforma approvata con decreto del 24 febbraio 2014, che ha avuto attuazione dopo le elezioni dipartimentali del 2015, è passato da 3 a 6 comuni.

## Composizione
I 3 comuni facenti parte prima della riforma del 2014 erano:
- Amilly
- Cintray
- Lucé

Dal 2015 i comuni appartenenti al cantone sono i seguenti 6:
- Amilly
- Barjouville
- Cintray
- Fontenay-sur-Eure
- Lucé
- Luisant